# Денисов човек
Денисовият човек (Homo denisova) е биологичен вид от род Хора, който е възможно да е неизвестен вид човек.
През март 2010 г. учени обявяват, че са открили част от пръст на дете от женски пол, което е живяло приблизително преди 41 000 години. Останките са намерени в Денисова пещера, планината Алтай (Алтайски край), Сибир в район, който по онова време е бил населен от неандерталци и вероятно съвременни хора. Оттогава насам са намерени зъб и пръст, принадлежащи на различни членове на същата популация.
Анализ на митохондриалната ДНК на пръста показва, че видът е генетично различен от митохондриалните ДНК на неандерталците и съвременните хора. По-късно изследване на ДНК показва, че този вид споделя общ произход с неандерталеца. Видът е разпространен в Сибир и Югоизточна Азия, като се чифтосва с прародителите на днешните хора, като над 6 % от ДНК на меланезийците и австралийските аборигени идва от денисовия човек Провежда се подобен анализ на костта от пръст, открита през 2011 година.

## Откритие
През 2008 година руски археолози от Института по археология и етнология в Новосибирск работят в Денисовата пещера в Алтайската планина, като разкриват част от малка кост от 5-ия пръст на дете от женски пол, наречено X-жена (името е свързано с предаването по майчина линия на митохондриалната ДНК) или Денисов човек. Изкопаните артефакти, включително гривна, са подложени на радиовъглеродно датиране и произхождат от преди 40 000 години.
Екип от учени, водени от Йоханес Краусе и шведския биолог Сванте Пеебо от Института за еволюционна антропология „Макс Планк“ в Лайпциг, секвенират митохондриалната ДНК от фрагмента. Поради студения климат на мястото, където е пещерата, ДНК-то е успяло да се запази за по-дълъг период от време поради по-ниската температура. Средната годишна температура на пещерата остава 0 °C, което допринася за запазването на архаичната ДНК сред откритите останки. Анализът показва, че съвременните хора, неандерталците и денисовият човек споделят общ предшественик преди около 1 милион години.

## Митохондриална ДНК
Митохондриалната ДНК от пръста се различава от тази на модерните хора по 385 бази (нуклеотида) от общ брой 16 500 бази, докато разликата между модерните хора и генома на неандарталците е около 202 бази. В противоположност на това разликата между шимпанзето и модерните хора е приблизително 1462 базови двойки Тези данни показват, че времето на разклоняване приблизително около 1 милион години. Митоходриалната ДНК от зъба е много подобна на тази от пръста и показва, че двете принадлежат на една и съща популация от хора.

## Ядрена ДНК
В своята втора публикация от 2010 година авторите съобщават за изолацията и секвенирането на ядрената ДНК (това е универсалната ДНК, която се предава през поколенията без значение от пола на родителя) от пръста на денисовия човек. Този вид показва необичайна степен на запазване на ДНК и ниски нива на заразеност. Те успяват да секвенират почти напълно генома, което им позволява детайлно сравнение с неандерталеца и съвременния човек. От този анализ се заключава, че въпреки очевидната разлика при митохондриалното секвениране популацията от денисови хора заедно с неандерталците споделят обща линия на унаследяване, водеща към днешните африканци. Средното изчислено време на разклоняване между денисовия човек и неандерталците е 640 000 години, а времето между тях и днешните африканци е 804 000 години. Те смятат, че разклоняването на митохондриалната ДНК на денисовия човек води до запазване на приемствеността, като се изчиства от другите разклонения чрез генетичен дрейф или интрогресия от по-стара човешка линия на развитие.

## Междувидово кръстосване със съвременния човек
Според скорошни генетични изследвания съвременните хора може би са се кръстосвали с „поне 2 групи“ от древните хора: неандерталци и денисови хора. Генетичното изследване показва, че приблизително 4% от ДНК-то на неафриканския модерен човек е същото като това, открито при неандерталците, което показва кръстоване между двата вида. Тест, сравняващ генома на денисовия човек с този на 6 модерни човека – човек от племето кунг (бушменска група) от Южна Африка, нигериец, французин, папуас, жител на остров Бугенвил и китаец от етническата група Хан, показват, че между 4 % и 6 % от генома на меланезийците (представени от папуаса и жителя от Бугенвил) произлиза от денисовия човек. ДНК вероятно е дошла чрез ранната миграция към Меланезия.
Меланезийците може да не са единствените наследници на денисовия човек. Дейвид Райх от Харвардския университет в сътрудническо с Марк Стоункин от института „М. Планк“ открива генетично свидетелство, че наследници на денисовия човек има при меланезийците, австралийските аборигени, малки разпръснати групи хора в Югоизточна Азия като маманва и негрито от Филипините. Например при андаманците и малайските джехай не е открит значим отпечатък от наследство на денисовия човек. Тези данни показват, че чифтосването е станало на самия континент Азия и показват, че денисовият човек е бил разпространен широко в Източна Азия.

## Археологически находки
Най-старата известна каменна гривна в света, датирана на приблизително 40 000 години, е открита през 2008 г. в Денисовата пещера и се приписва на денисовия човек. Гривната се състои от два фрагмента с ширина 2,7 см и дебелина 0,9 см, с приблизителен диаметър от около 7 см. В единия фрагмент е открит пробит отвор с диаметър около 0,8 см, създаден чрез високоскоростна обработка с въртящ инструмент. Този технологичен детайл предполага прилагане на усъвършенствани техники за пробиване и полиране, които до момента се считаха за характерни за по-късни култури и периоди. Тази находка предефинира представите за технологична компетентност на денисовите хора в палеолита, като свидетелстват за развитието на символно поведение и сложна материална култура. Гривната вероятно е служела като статусен или ритуален предмет.